# Makkum
Makkum ist eine kleine Ortschaft in der Gemeinde Súdwest-Fryslân in der  niederländischen Provinz Friesland. Der heutige Ferienort mit etwa 3.300 Einwohnern liegt am IJsselmeer nahe am Abschlussdeich zur Nordsee.

## Geschichte
Im Mittelalter wurde Makkum das „Tor zur Zuiderzee“ genannt. Das einst verschlafene Fischerdorf gedieh damals zu einem bedeutenden Handelszentrum mit einer Blütezeit im Goldenen Zeitalter des 17. und 18. Jahrhunderts. Seinen Wohlstand verdankte die Stadt neben anderen Produkten vor allem dem Brennen von hochwertigem Kalk. Der Vertrieb dieser begehrten Ware beförderte den für den Transport erforderlichen Schiffbau. 

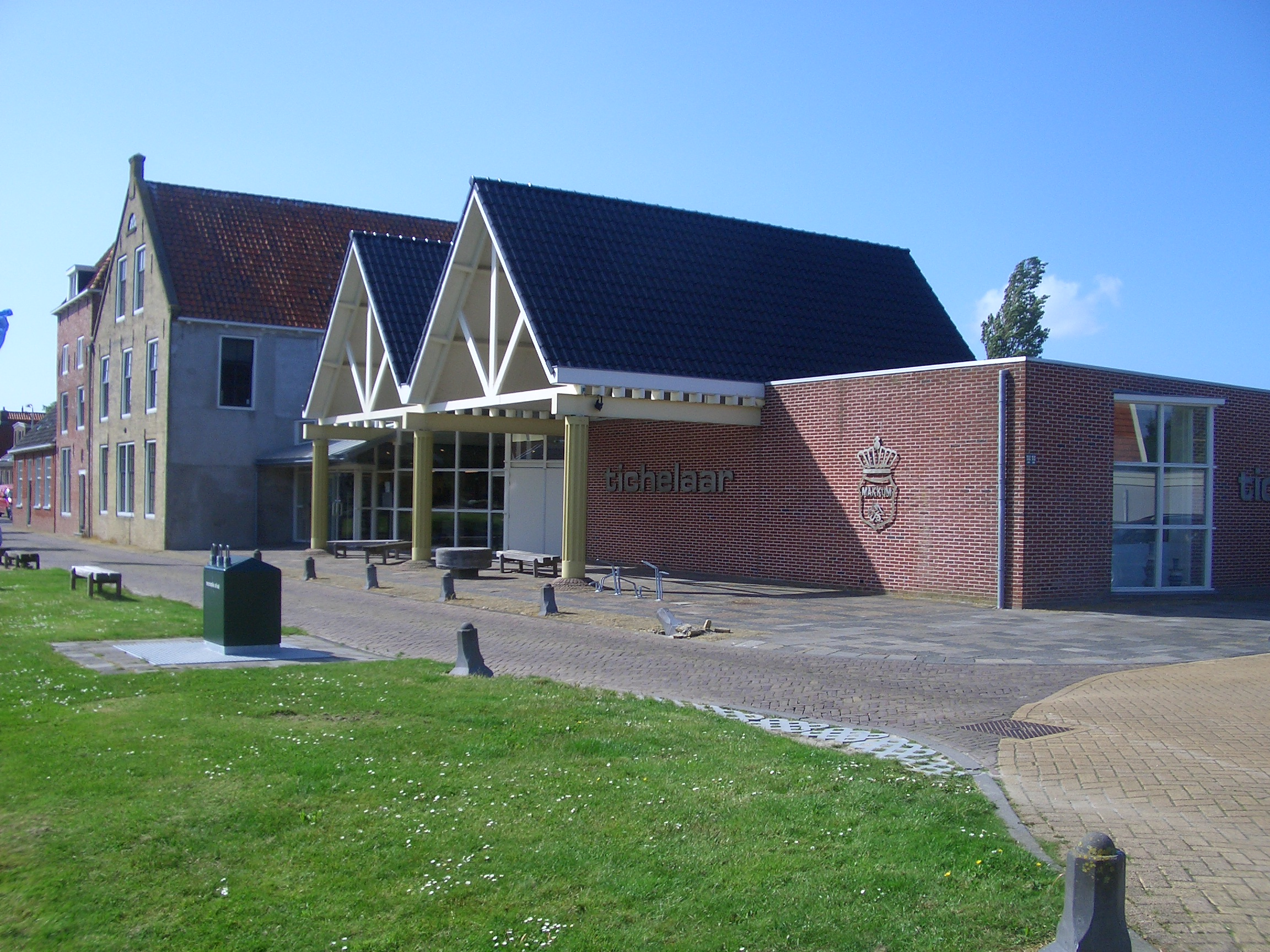
Eingang der Steingutfabrik „Koninklijke Tichelaar Makkum“

Die Mitte des Wappens wird von einem gelben, zu einem Kreuzknoten geschlungenen Seil umrahmt. Darin befindet sich eine Meerjungfrau, welche in der rechten Hand ein Segelschiff und in der linken Hand einen  Kalkbrennofen trägt. 
Im Laufe des 19. Jahrhunderts nahm die Bedeutung Makkums als Handelsstadt wieder ab, doch blieb es bekannt für seinen Schiffbau und die Herstellung von Waren aus Steingut, wie die berühmten blauweißen Delfter Fliesen. Im 20. Jahrhundert ermöglichte der Bau des Abschlussdeiches eine Verbesserung der Infrastruktur für Makkum. Heute ist die „Koninklijke Tichelaar Makkum“ als älteste Steingutfabrik der Niederlande ein beliebtes Ausflugsziel. 
Die Amels-Werft in Makkum gehört heute zur Damen Shipyards Group und ist bekannt für den Bau von Luxus- und Megayachten.
Die Gegend um Makkum herum wird landwirtschaftlich genutzt. 

## Tourismus
Seit Mitte der 1980er Jahre ist Makkum bei  Windsurfern beliebt geworden. Dies ist einerseits auf seinen am IJsselmeer seltenen Sandstrand zurückzuführen. Andererseits besitzt Makkum ein Stehrevier, was bedeutet, dass das Wasser bis weit ins Meer hinein nur Kniehöhe erreicht, so dass das Üben für Surfanfänger gefahrlos möglich ist. Heute besitzt Makkum mehrere Häfen für Segelboote und einen großen Campingplatz. Entlang des IJsselmeeres befindet sich ein bekanntes Naturschutzgebiet mit einer großen Vielfalt an Pflanzen und Vögeln.

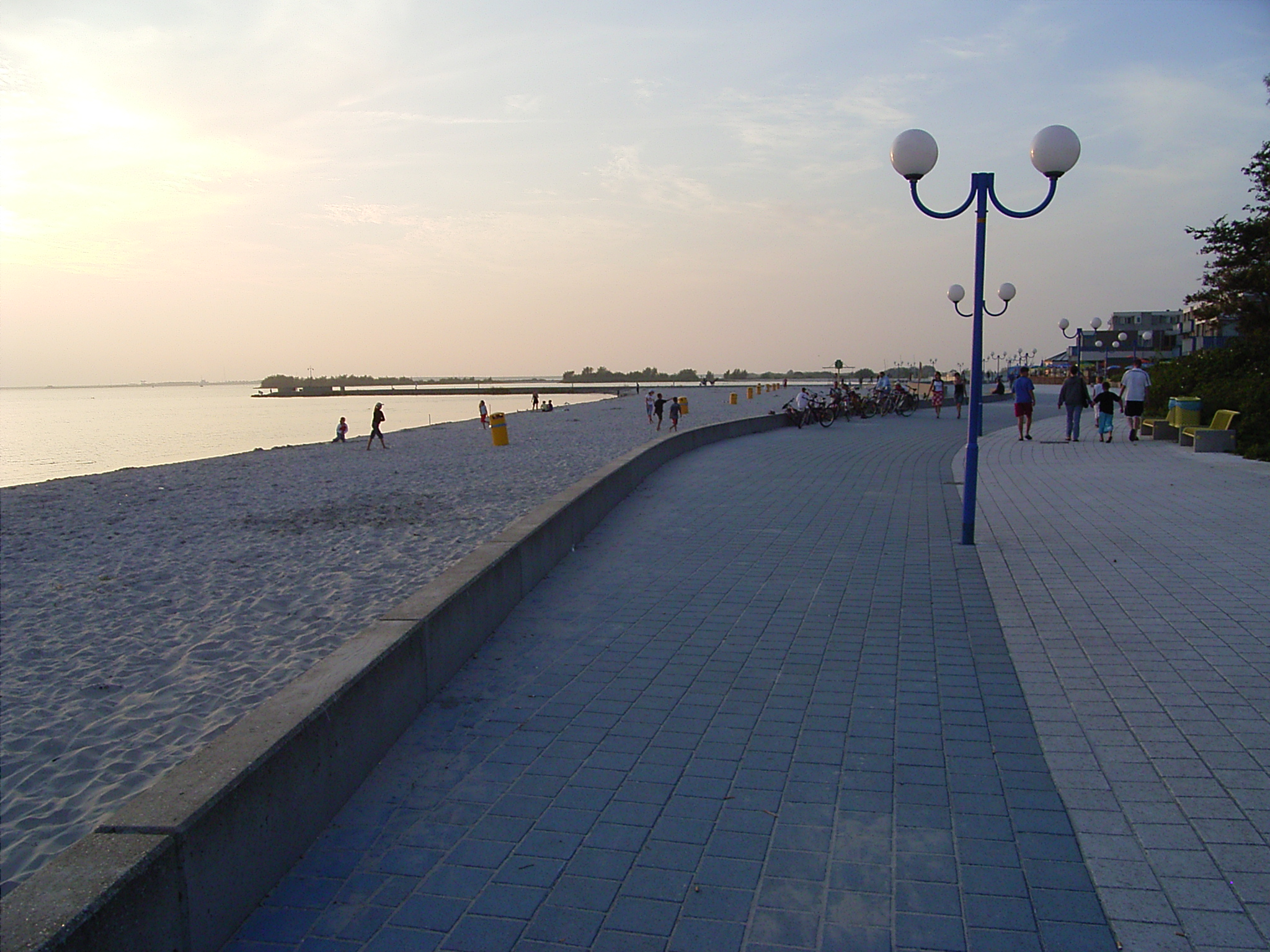
Strandpromenade Makkum
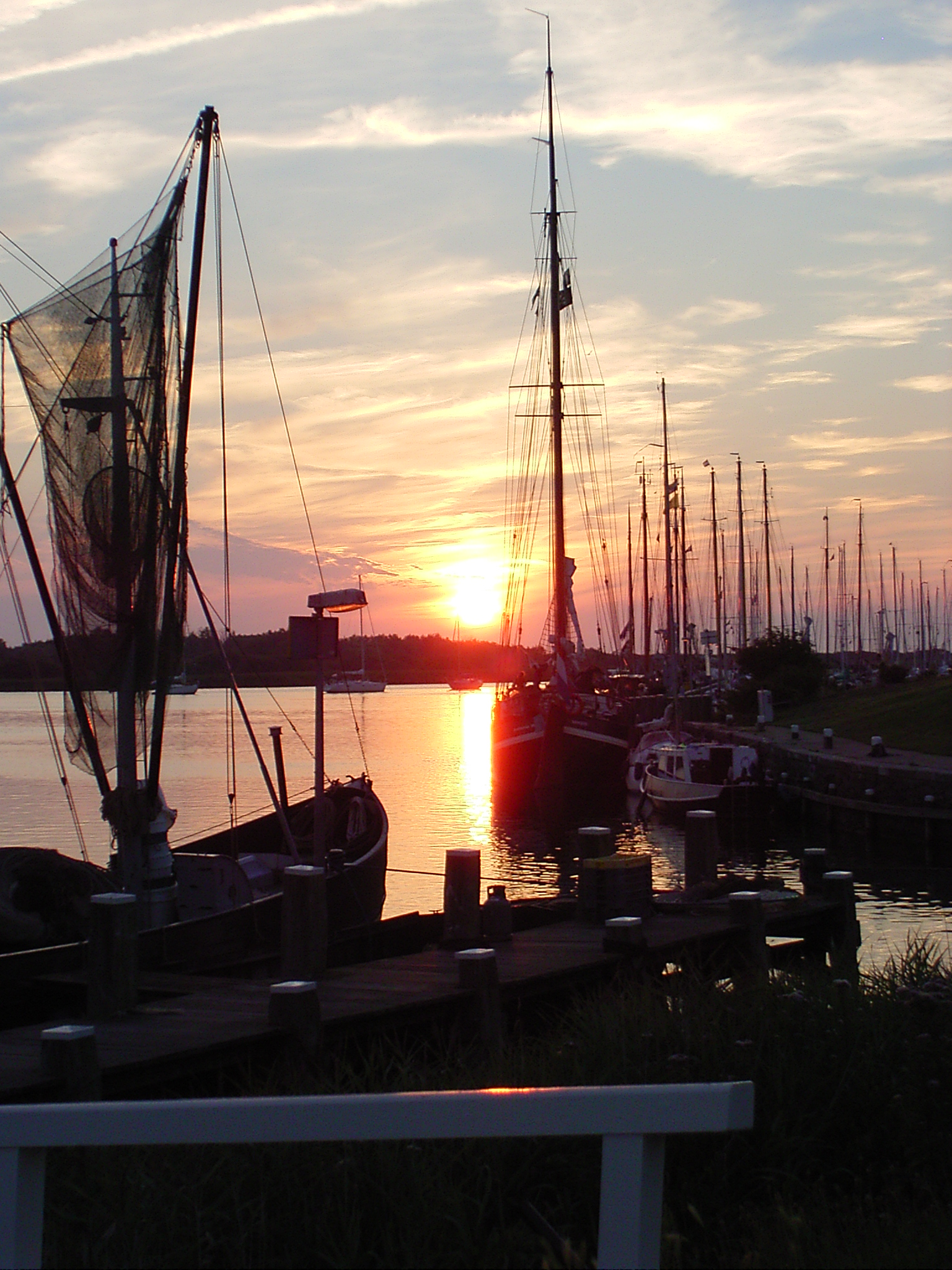
Sonnenuntergang am Hafen in Makkum
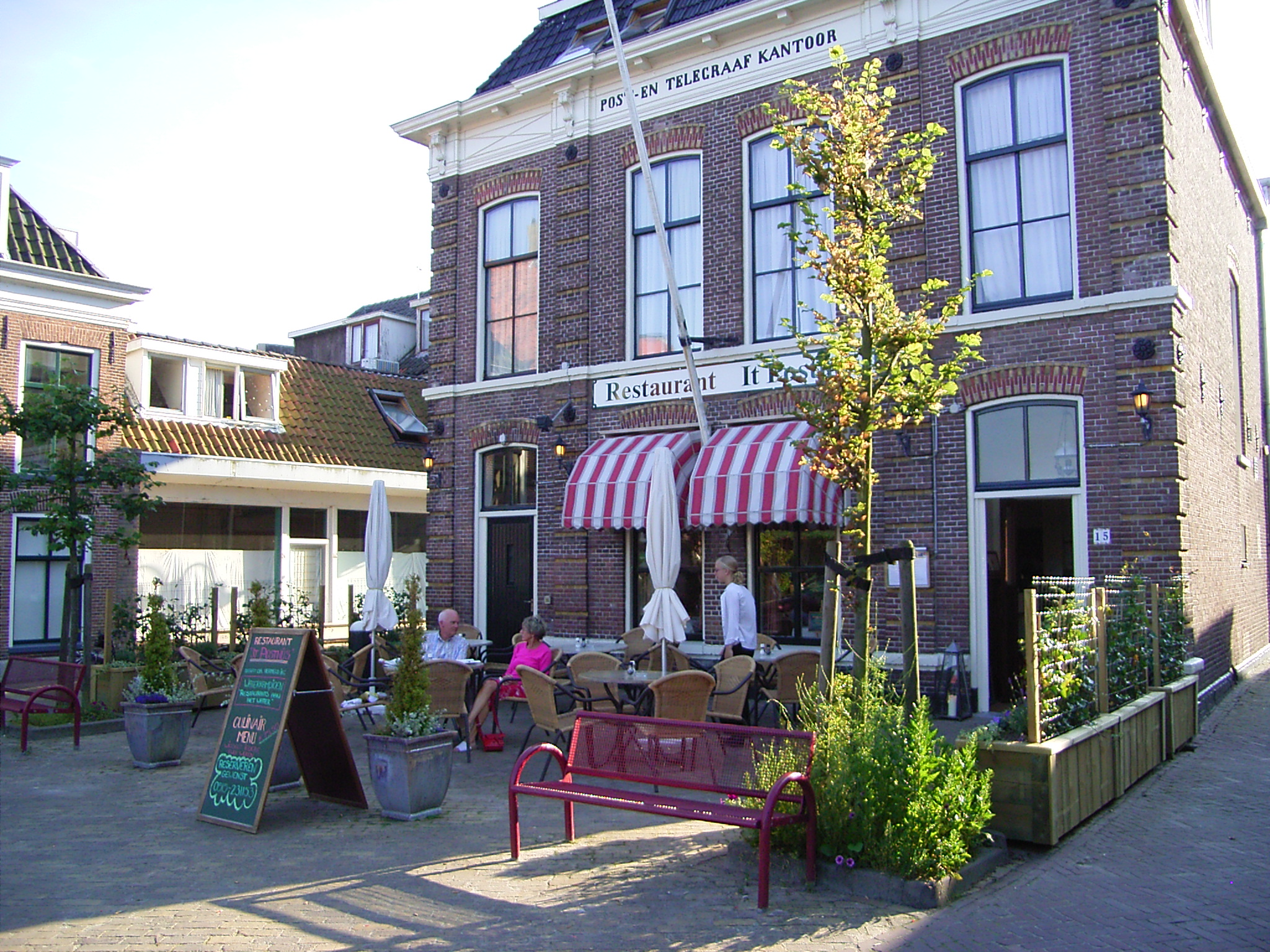
Restaurant in Makkum
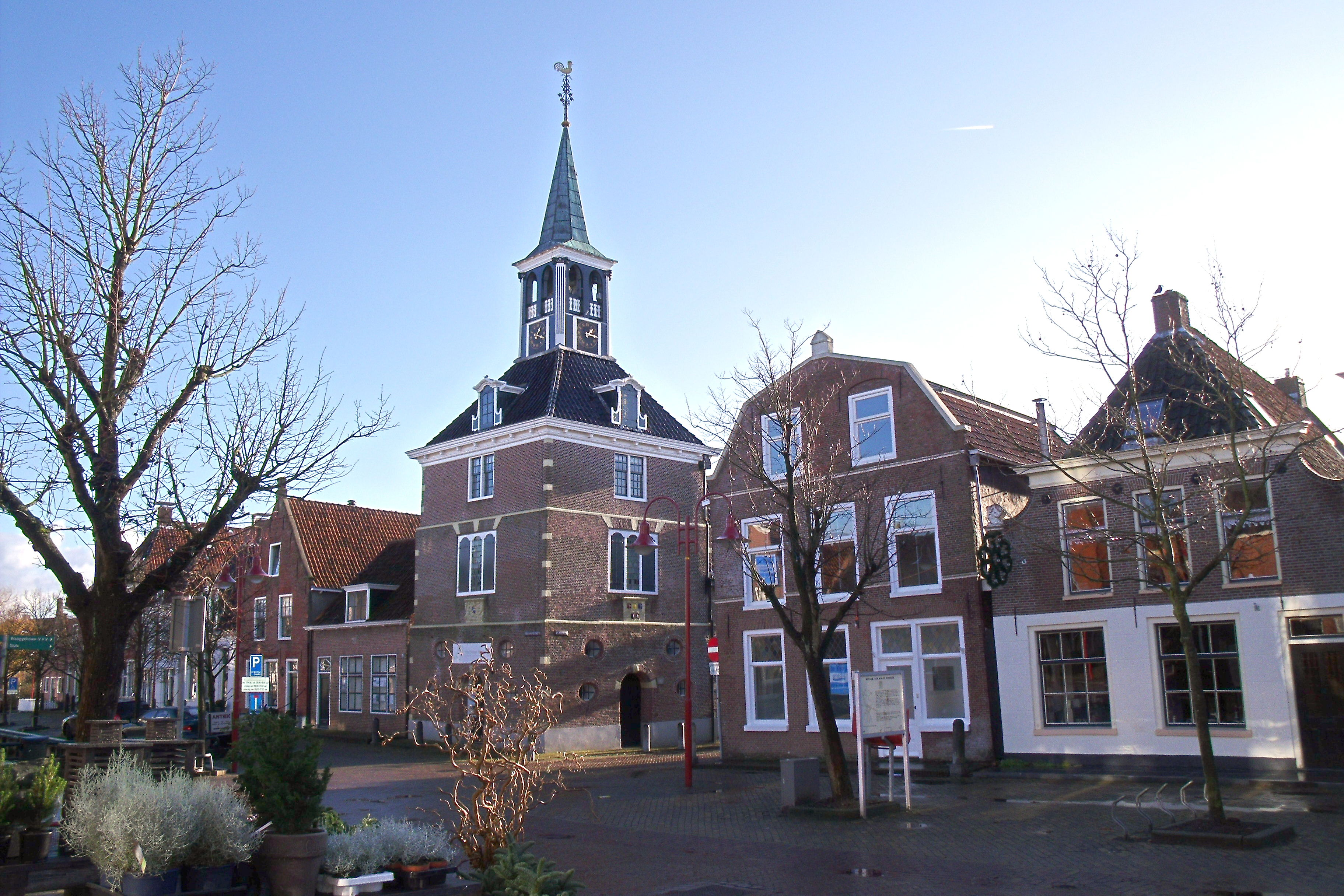
de Waag im Zentrum von Makkum

## Trivia
Am 30. April 2008 besuchte die Königin der Niederlande Beatrix die Stadt, um den Königinnentag zu feiern.